# Petaurus australis
Petaurus australis — вид сумчастих ссавців з родини Тагуанові (Petauridae).

## Поширення
Живе у вузькому діапазоні евкаліптових лісів на низовинах Східної Австралії у штатах Квінсленд, Новий Південний Уельс та Вікторія .

## Опис
Довжина тіла з головою досягає 45 см, а вага перевищує 1 кг, літальна перетинка доходить тільки до ліктя. Коли ширяє, передні лапи зігнуті, а кисті з кігтями стирчать назовні.

## Спосіб життя
Цей кагуан є одинаком і харчується майже виключно листям евкаліпта, які потрапляють в дуже довгу сліпу кишку. Як і коала, він практично не п'є. Іноді спускається на землю, де рухається дуже незграбно і стає легкою здобиччю для лисиць або дінго.